# Cantharellus cinereus
Cantharellus cinereus é uma espécie de fungo pertencente à família Cantharellaceae.